# Chiesa di San Ludovico (Parma)
La chiesa di San Ludovico, detta originariamente chiesa di San Paolo in quanto annessa all'omonimo monastero, è un luogo di culto cattolico sconsacrato dalle forme barocche e neoclassiche, situato in borgo del Parmigianino 2 a Parma, nell'omonima provincia; dalla fine del XXI secolo è adibita a galleria d'arte comunale.

## Storia
La chiesa, originariamente dedicata a San Paolo, fu eretta nel 985 dal vescovo di Parma Sigefredo II che vi collocò le reliquie della martire cristiana santa Felicola, fatte giungere da Romolano, presso Montechiarugolo.
L'edificio fu rifatto nel 1584 e fu riconsacrato il 29 giugno 1604.
Soppresso l'annesso monastero di religiose benedettine, la chiesa e la parrocchia furono chiuse dal vescovo Caselli il 25 giugno 1810.
La duchessa Maria Luigia decise di ricavare dalla chiesa la cappella palatina, destinata alle funzioni religiose della sua corte: il titolo della chiesa, in onore del santo di cui la duchessa portava il nome (san Luigi, re di Francia), fu mutato in San Ludovico e il tempio fu riaperto il 6 febbraio 1816.
La facciata della chiesa fu rifatta dall'architetto Antonio Bettoli, mentre l'interno fu ridisegnato nel 1817 da Nicolò Bettoli.
Dopo il 1860 la chiesa fu sconsacrata e agli inizi del Novecento l'edificio fu adibito a centrale elettrica. Dagli anni novanta l'ex chiesa è nuovamente aperta al pubblico: è utilizzata come spazio espositivo per mostre temporanee ed altre iniziative culturali promosse dal Comune di Parma.
Dalla chiesa provengono il dipinto di Giulio Romano con la Deesis e i santi Paolo e Caterina d'Alessandria e la tela di Agostino Carracci con la Madonna con Bambino e i santi Benedetto, Margherita, Cecilia e Giovannino (entrambi in Galleria nazionale), una Conversione di san Paolo di Giovanni Maria Conti della Camera (perduta), due quadri di Pietro Melchiorre Ferrari con San Vincenzo Ferreri e Sant'Anna e la Vergine.
L'edificio ospitò anche il monumento funebre del conte Adamo di Neipperg, marito morganatico della duchessa, realizzato nel 1831 dallo scultore Lorenzo Bartolini (ora nella basilica di Santa Maria della Steccata).